# William John Coffee
William John Coffee (1774-1846) va ser un artista i escultor anglès de renom internacional, que va treballar amb materials com la porcellana, el guix i la terracota. També va treballar en la pintura a l'oli, tot i que aquesta no fou la tècnica per la qual es va fer famós. La seva carrera va començar com un modelador de porcellana a la fàbrica de Duesbury a la Nottingham Road de Derby, a Anglaterra. L'última part de la seva vida la va passar als Estats Units.

## Biografia

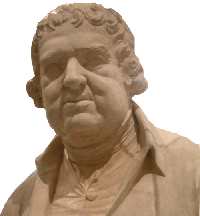
Bust de Darwin fet per Coffee c.1795

Durant el seu temps a Derby, Coffee va fer bustos d'alguns dels dignataris locals i figures històriques, incloent un bust de mida natural d'Erasmus Darwin. Aquest bust és un bon exemple de les seves habilitats de modelatge. Actualment es troba en exhibició al Museu de Derby. Coffee també va presentar una còpia de terracota del Senglar de florència (1806) i una sèrie d'estàtues de terracota de les figures gregues que representen la medicina, per al jardí de Joseph Strutt. El jardí amb estàtues va ser donat a la ciutat de Derby el 1840, però les figures gregues estan ara desaparegudes o perdudes. Cofee també va fer una estàtua de terracota de 3 metres d'alçada sobre la figura d'Asclepi, per a la William Strutt's Derbyshire Infirmary, que obriria el 1810.
El 1816, Coffee va emigrar d'Anglaterra a Nova York, on es va fer famós com a escultor de personatges històrics, com James Madison i Thomas Jefferson També va fer les motllures de guix ornamentals per a la casa de Jefferson i de la Universitat de Virgínia.